# 鰺ヶ沢町立鰺ヶ沢第二中学校
鰺ヶ沢町立鰺ヶ沢第二中学校（あじがさわちょうりつ あじがさわだいにちゅうがっこう）は、かつて青森県西津軽郡鰺ヶ沢町にあった公立中学校。鯵ヶ沢町北東部の赤石地区にあり、町北東部が学区となっていた。

## 沿革
- 1977年（昭和52年）
  - 4月1日 - （旧）鰺ヶ沢中学校・赤石中学校・南金沢中学校が実質統合し、鰺ヶ沢第二中学校設立。
  - 4月7日 - 第1回入学式・始業式挙行。
  - 4月25日 - PTA設立総会。
  - 6月28日 - この日から全校舎使用可能となる。
- 1978年（昭和53年）
  - 3月16日 - 第1回卒業式挙行。
  - 8月5日 - 学校プール完工。
  - 10月20日 - 屋外便所1棟が、学校解放事業として完成。
- 1981年（昭和56年）8月27日 - 教材室からボヤが発生。
- 1983年（昭和58年）5月26日 - 12時頃に発生した日本海中部地震により、校舎内部のガス管に亀裂が発生したほか、その他教材備品に甚大な被害が出た。
- 1997年（平成9年） - この年から、2000年（平成12年）にかけて、耐震及び老朽対策工事実施[1]。
- 2010年（平成22年） - 老朽対策工事実施[1]。
- 2011年（平成23年）3月31日 - 鰺ヶ沢第一中学校と統合し、（現）鰺ヶ沢中学校が設立された為、閉校。なお、統合された（現）鰺ヶ沢中学校は、当校の施設を使用する。

## アクセス
- 国道101号で鰺ヶ沢町中心部から約2km。
- JR五能線鰺ケ沢駅から車で約5分。
- 弘南バス『二中校前』バス停下車。

## 参考資料
- 『鰺ヶ沢町史 第三巻』（鰺ヶ沢町・1984年11月30日発行）「第一章 教育・第三編 教育と文化・二 小・中学校、幼稚園 （二）中学校」377頁「鰺ヶ沢第二中学校」より。